# Tympanis spermatiospora
Tympanis spermatiospora är en svampart som först beskrevs av William Nylander och fick sitt nu gällande namn av William Nylander 1869. 
Tympanis spermatiospora ingår i släktet tuvskålar och familjen Helotiaceae.  Arten är reproducerande i Sverige. Inga underarter finns listade i Catalogue of Life.